# Eggern
Eggern osztrák mezőváros Alsó-Ausztria Gmündi járásában. 2018 januárjában 688 lakosa volt.

## Elhelyezkedése

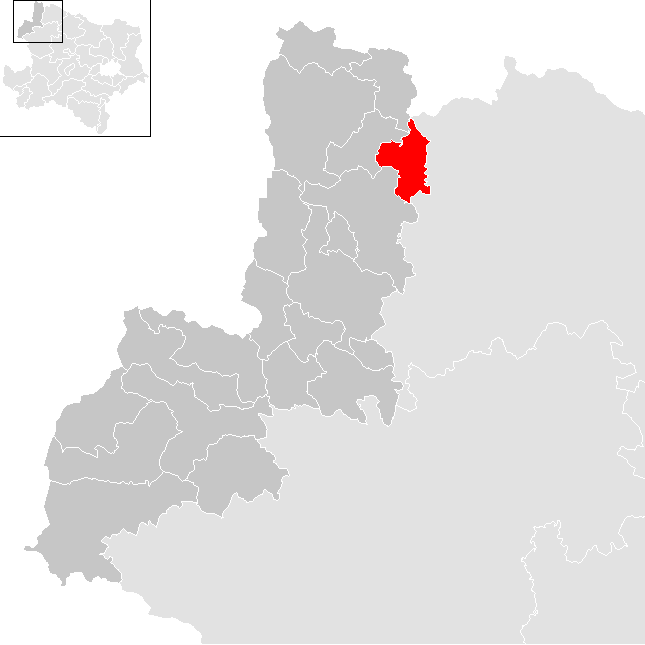
Eggern a Gmündi járásban

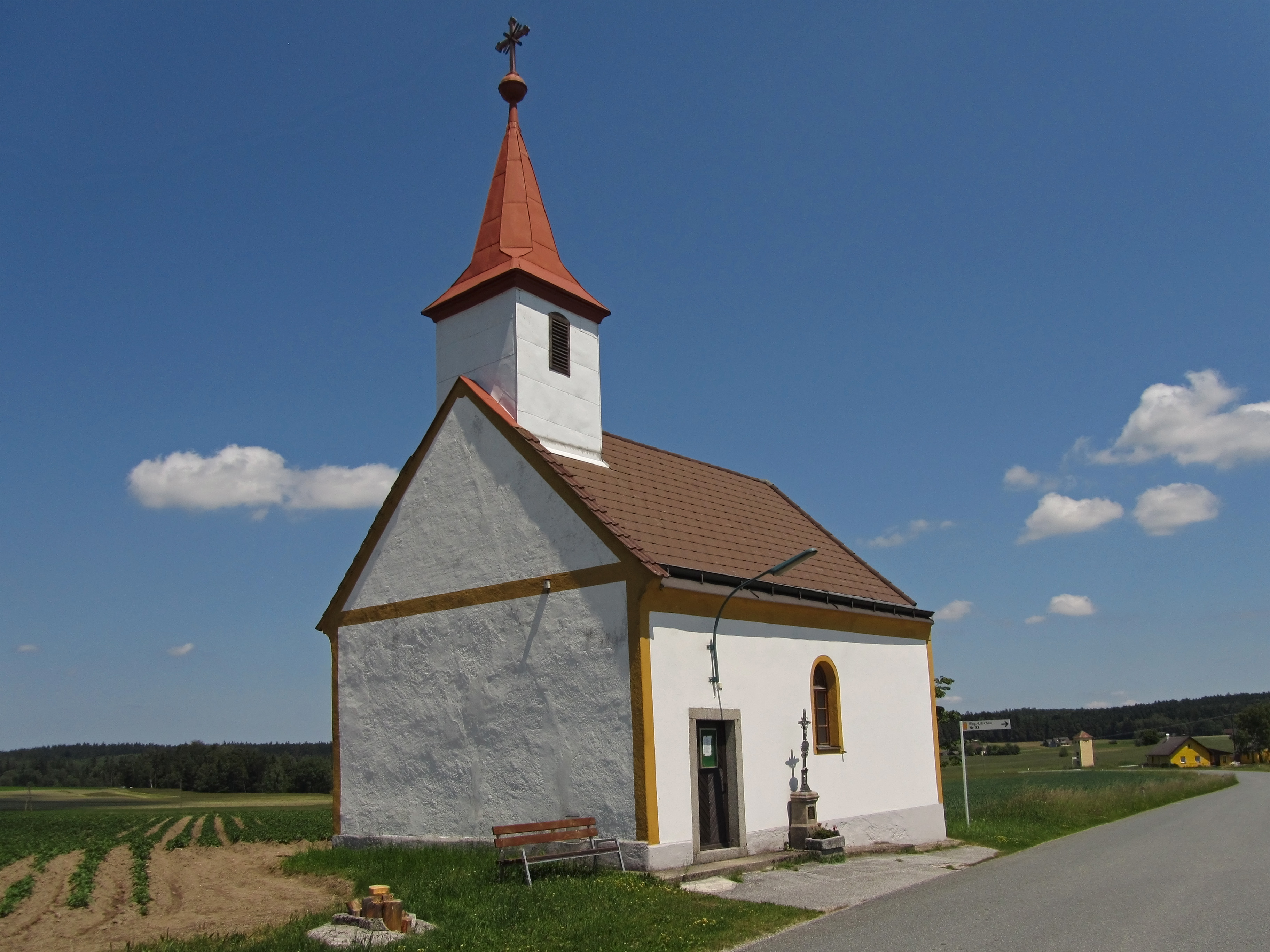
Reinberg-Litschau kápolnája

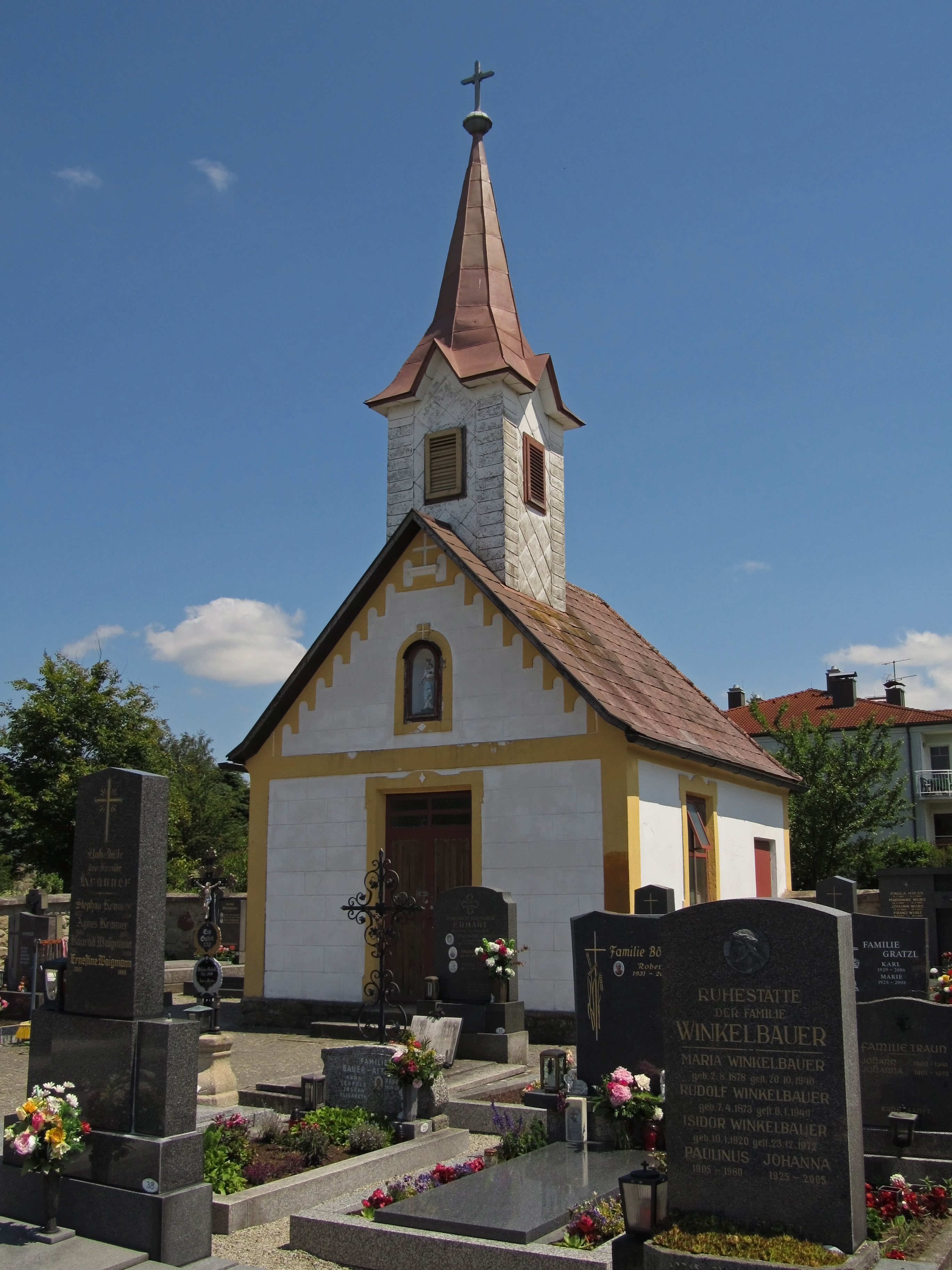
A temetői kápolna

Eggern Alsó-Ausztria Erdőnegyedének (Waldviertel) északi részén fekszik, a cseh határ közelében, a Romaubach folyó mentén; ennek felduzzasztásával jött létre legnagyobb állóvize, a Mühlteich. Területének 36,8%-át erdő borítja. Az önkormányzat 3 települést egyesít: Eggern (477 lakos 2018-ban), Reinberg-Heidenreichstein (124 lakos) és Reinberg-Litschau (87 lakos). A kataszteri közösségek Eggern, Reinberg-Heidenreichstein és Reinberg-Litschau.
A környező önkormányzatok: délnyugatra Heidenreichstein, nyugatra Eisgarn, északra Reingers, északkeletre Kautzen, keletre Gastern, délkeletre Pfaffenschlag bei Waidhofen an der Thaya.

## Története
Eggernt először 1230-ban említik, ekkor a raabs-litschaui grófsághoz tartozott. 1635-ig császári birtok volt. Sokat fejlődött a jozefini reformok következtében, 1784-ben önálló egyházközséggé vált, a következő évben megépült iskolája, 1792-re pedig elkészült Szent Egyednek szentelt temploma.
Eggern 1978-ban kapott mezővárosi rangot.

## Lakosság
Az eggerni önkormányzat területén 2018 januárjában 688 fő élt. A lakosságszám 1934 óta (akkor 1307 fő) csökkenő tendenciát mutat. 2015-ben a helybeliek 99,3%-a volt osztrák állampolgár; a külföldiek közül 0,4% a régi (2004 előtti), 0,3% az új EU-tagállamokból érkezett. 2001-ben a lakosok 94,2%-a római katolikusnak, 1,2% evangélikusnak, 3% pedig felekezeten kívülinek vallotta magát.

## Látnivalók
- a Szt. Egyed-plébániatemplom és az 1830-ban épült plébánia
- a 19. század végén emelt temetői kápolna
- Reinberg-Litschau kápolnája

## Fordítás
- Ez a szócikk részben vagy egészben  az   Eggern című német Wikipédia-szócikk ezen változatának fordításán alapul.  Az eredeti cikk szerkesztőit annak laptörténete sorolja fel. Ez a jelzés csupán a megfogalmazás eredetét és a szerzői jogokat jelzi, nem szolgál a cikkben szereplő információk forrásmegjelöléseként.